# Bena Riamba
Die Bena Riamba, auch Bene Diamba, waren Anhänger eines Kultes in der Provinz Westkasai der Demokratischen Republik Kongo, zu dem sich selbständige Clans von Bantu-Volksgruppen zusammengeschlossen hatten. Bena Riamba oder Bena Moyo bedeutet „die, die das Leben haben“ oder „Söhne des Hanf“, denn riamba, diamba oder hemba meint „Hanf“. Diese Clans stellten noch bis in das 20. Jahrhundert Marihuana (Cannabis), das in Pfeifen geraucht wurde, in den Mittelpunkt eines die Gemeinschaft verbindenden Rituals.

## Historische Beschreibungen

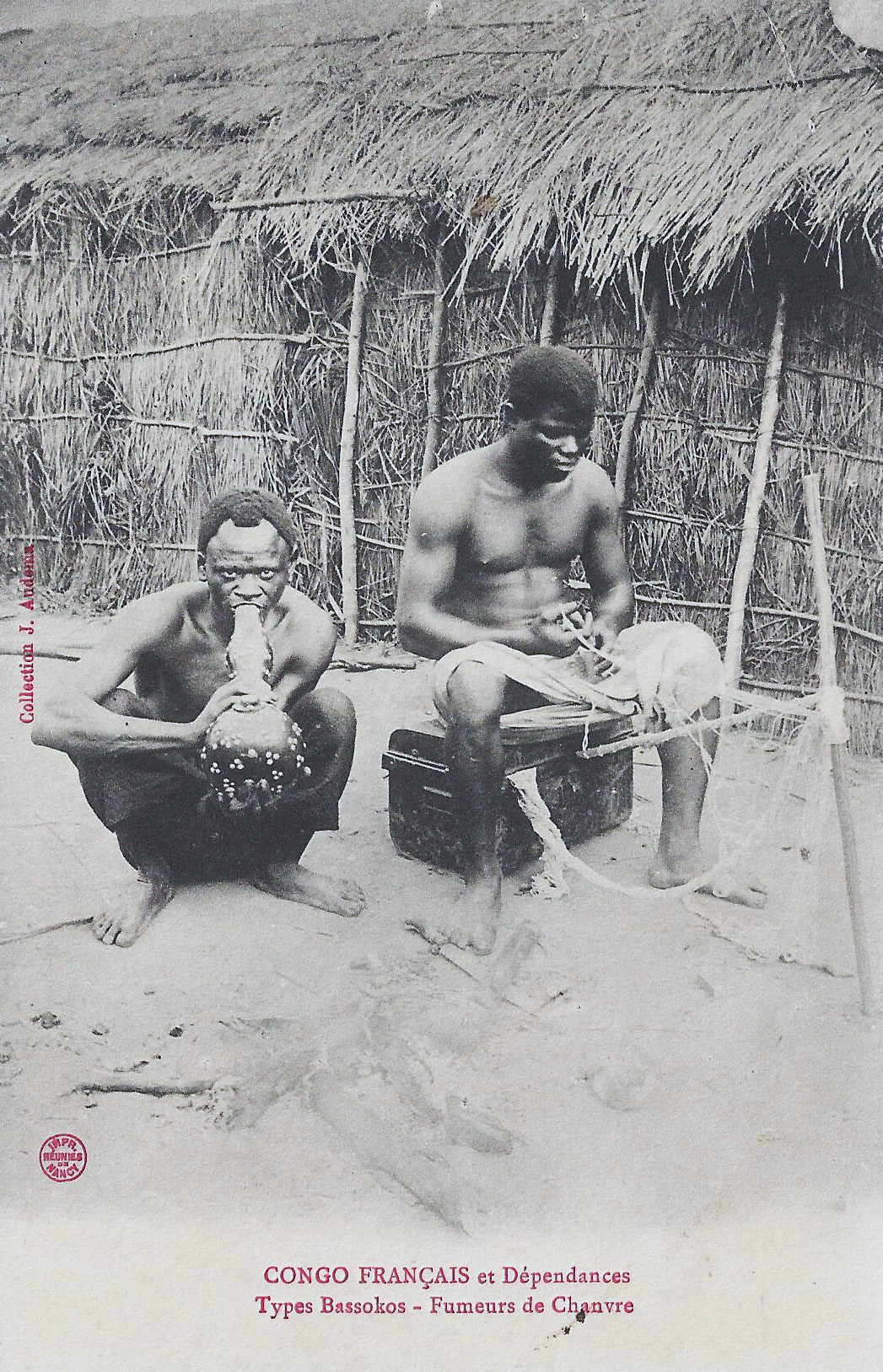
Haschischraucher in der Kolonie Französisch-Kongo, heute Republik Kongo, um 1896–1910

Europäischen Forschungsreisenden im ausgehenden 19. Jahrhundert zufolge wurde der Hanf von arabischen Händlern an der afrikanischen Ostküste eingeführt. Hanf wurde als Tauschprodukt von den Karawanen mitgenommen und von den Trägern geraucht. Das Rauchen von Marihuana breitete sich dadurch auch unter der lokalen Bevölkerung bis an den Unterlauf des Kongo aus. Eine deutsche Ostafrika-Expedition kommentierte in einem Bericht Marihuana rauchende Nyamwezi (Siedlungsschwerpunkt um die an den damaligen Handelsrouten gelegene tansanische Stadt Tabora) abschätzig:

„Der Rauch wird durch die Lungen eingesogen, welche Gewohnheit bei dem ebenfalls üblichen Rauchen von Hanf einen heftigen Husten hervorruft, der von dem in Rausch gerathenden Raucher mit thierischem Gebrüll und Schreien in der Fistel begleitet wird.“

Um das Jahr 1870 entwickelte sich über mehrere Clans der Baschilange hinweg, die miteinander im Tauschhandel standen, der Riambakult in der kongolesischen Provinz Kasai als eine Art Gruppenzwang. Baschilange (oder Tusselange) ist die historische Bezeichnung für eine verwandte Gruppe oder eine Untergruppe der Baluba. Es war die Sonderform eines Ahnenkultes, die Ahnen (bajangi) sollten durch die Einnahme von Marihuana angerufen und zu positivem Verhalten beeinflusst werden können. Der Genuss von Marihuana war in diesem Gebiet zuvor nicht üblich.
Den ersten Bericht des Haschischkultes lieferte Otto H. Schütt, der als Leiter einer deutschen Expedition 1878 von der Westküste aufbrach, um in Gebiete im Innern Afrikas vorzudringen, in denen sich die Bevölkerung zuvor dem Durchmarsch anderer deutscher Expeditionen widersetzt hatte. Er fasste eine Schilderung zusammen, die er vom Kult beim Volk der Baschilenge mit ihrem Häuptling Mukenge erhalten hatte, wobei er „Diamba“ verniedlichend als „eine Sorte Tabak“ bezeichnete. Teile der Zwischenberichte seiner Reise stellten sich als gefälscht heraus.
Die zweite Schilderung des Riamba-Festes stammt von Hermann von Wissmann. Er brach 1883 von Hamburg zu einer Expedition in die Region Kasai auf. Im Land der Baluba trafen die Expeditionsteilnehmer vermehrt auf Zeichen des Haschischkultes. Ziel des Vormarsches war, Häuptling Mukenge als Agenten für die Kolonisierung zu gewinnen, wie es im Vertrag Wissmanns mit dem belgischen König Leopold II. geregelt war. Im November 1886 startete Wissmann von Kasai zu einer zweiten Durchquerung des afrikanischen Kontinents. Seine Expedition bestand anfangs aus 1000 Menschen, darunter 600 Bena Riamba. Nachdem die Truppe durch Pocken und Angriffe der Araber dezimiert war, schickte Wissmann die Bena Riamba zurück und erreichte nur mit einem kleinen Kern die ostafrikanische Küste und Sansibar.
Durch Wissmann wurden die Bena Riamba im Westen bekannt gemacht. Aus seiner Beschreibung: 

„Die Meister erschienen mit einer mächtigen Pfeife, einem ausgehöhlten Kürbis, in den seitwärts ein  thönender Cylinder als Pfeifenkopf eingesetzt und am oberen Ende ein Mundstück eingeschnitten war. Rings im Kreise um Tschingenge, der wieder gravitätisch die beiden Fliegenwedel schwang, ließen sich die kahlköpfigen tätowirten, langen, mageren Burschen nieder und begannen, ihre Pfeifen anzuzünden. Bald hüllte grauer, süßlich übelriechender Qualm die wunderliche Gruppe ein, aus der krampfhaftes Husten und Prusten...[kam].“

Der Cannabis-Konsum in der Region Lubuku wurde ein zu vielen Zwecken eingesetztes Ritual, so sollte stundenlanges Hanfrauchen der Wahrheitsfindung dienen. Die Mitglieder des Bena-Riamba-Kultes unterwarfen sich der rigiden Herrschaft eines Anführers mit dem Titel Kalamba, der das Praktizieren aller bisherigen Kulte, die Verwendung der traditionellen Ritualgegenstände und den zuvor üblichen Genuss von Palmwein verbot. Die alten Kultfiguren wurden aufgespürt und verbrannt. Der Kult nahm Männer und Frauen auf und praktizierte ein Aufnahmeritual. Zu den Verehrungsobjekten des Kultes und zu den Insignien der Macht des Kalamba gehörten neben der Hanfpfeife, die aus einer großen Kalebasse bestand, eine Anzahl Gewehre und ein weißes, pemba genanntes Kreidepulver. Die Pfeife war angeblich so groß, dass sie von zwei Männern getragen werden musste. Clans, die sich nicht an den Hanf-Zeremonien beteiligen wollten, wurden zu Gegnern.

## Rezeption
Während der Riambakult Ende des 19. Jahrhunderts seinen Höhepunkt erlebte, litt der Kongo unter der grausamen Ausbeutung der belgischen Kolonialherrschaft, wofür der Begriff Kongogräuel steht. Mark Twain lässt in König Leopolds Selbstgespräch, einer 1905 veröffentlichten sarkastischen Kritik an diesen Zuständen, neben König Leopold weitere Protagonisten zu Wort kommen. Ein schwarzafrikanischer Räuber, der soeben ein fürchterliches Blutbad unter der Dorfbevölkerung angerichtet hatte, erklärt, dass ein Teil der Leichen von seinen Leuten verspeist und eine Schädelschale gebraucht worden sei, um sie mit Takak und diamba zu füllen.